# Anders Holmertz
Anders Holmertz (Motala, 1º dicembre 1968) è un ex nuotatore svedese.
Specializzato nello stile libero ha vinto varie medaglie (4 argenti e un bronzo) alle Olimpiadi di Seul 1988, Barcellona 1992 e Atlanta 1996.

## Palmarès
- Olimpiadi

Seul 1988: argento nei 200m sl.
Barcellona 1992: argento nei 200m sl e nella 4x200m sl e bronzo nei 400m sl.
Atlanta 1996: argento nella 4x200m sl.
- Mondiali

Roma 1994: oro nella 4x200m sl e argento nei 200m sl.
- Mondiali in vasca corta

Palma di Maiorca 1993: oro nella 4x200m sl.
Göteborg 1997: argento nella 4x100m sl e nella 4x200m sl.
- Europei

Sofia 1985: argento nella 4x200m sl.
Strasburgo 1987: oro nei 200m sl e bronzo nella 4x200m sl.
Bonn 1989: bronzo nei 200m sl e nella 4x100m sl.
Atene 1991: bronzo nella 4x100m sl.
Sheffield 1993: argento nella 4x100m sl, bronzo nei 200m sl e nei 400m sl.
Vienna 1995: argento nei 200m sl e nella 4x200m sl, bronzo nei 400m sl e nella 4x100m sl.

### Coppa del Mondo
- Vincitore della Coppa del Mondo delle distanze brevi sl nel 1989 e nel 1993
- Vincitore della Coppa del Mondo delle distanze lunghe sl nel 1990